# Eupithecia curvifascia
Eupithecia curvifascia es una especie de polilla de la familia Geometridae. La especie fue descrita por primera vez por William Warren habiendo sido descrita en 1904, con distribución en Jamaica.